# Joaquín Díaz Bonilla

a Compétitions nationales et continentales officielles uniquement.

b Matchs officiels uniquement.
Dernière mise à jour le 25 janvier 2025.
Joaquín Díaz Bonilla, né le 14 avril 1989 à Buenos Aires (Argentine), est un joueur international argentin de rugby à XV évoluant au poste de demi d'ouverture (1,78 m pour 79 kg). 
Après une longue carrière au sein du Hindú Club, ainsi qu'un passage au rugby à 7 pour les World Rugby Sevens Series, il rejoint la franchise des Jaguares en Super Rugby, compétition dont il participera à la finale en 2019. Non retenu pour la coupe du monde 2019 au Japon, il s'engage avec le Racing 92 en tant que joker médical.

## Biographie

### Formation et débuts en amateur
Membre du programme junior de l'Argentine, sa formation lui permet d'être retenu avec l'équipe d'Argentine de rugby à XV des moins de 20 ans en 2009 afin de participer au championnat du monde junior de rugby à XV, terminant à la 11e place.
Joaquín Díaz Bonilla commence sa carrière en club amateur au sein de l'équipe du Hindú Club, club omnisports basé dans la province de Buenos Aires. Entre 2009 et 2017, il participe aux différents championnats régionaux et nationaux avec son équipe, disputant 135 matchs et marquant 1 109 points. 
Lors de la saison 2012-2013, Joaquín Díaz Bonilla est sélectionné au sein d'Argentine XV, équipe nationale réserve d'Argentine pour participer à la coupe des nations de rugby à XV, compétition faisant partie du programme d'investissement de World Rugby pour l'expansion du rugby à XV. Il retrouve cette compétition à partir de la saison 2015-2016. Il participe au total à quatre éditions de cette compétition ainsi qu'à une édition du World Rugby Americas Pacific Challenge en 2018-2019, autre compétition de développement initié par World Rugby.

### Carrière en rugby à sept
En parallèle de sa carrière avec le Hindú Club, Joaquín Díaz Bonilla rejoint les Pumas à sept. Il participe à douze tournois du circuit World Rugby Sevens Series, disputant 62 matchs et marquant 100 points.

### Débuts professionnels à XV au sein des Jaguars
Il rejoint la franchise argentine des Jaguares pour participer à la saison 2017 du Super Rugby, 2e saison de la franchise dans cette compétition en accompagnement de Nicolas Sanchez. Il participe à six rencontres lors de cette saison, puis trois lors de la saison 2018. 
Il obtient sa 1re sélection avec l'équipe principale d'Argentine en 2018 face à l'Irlande le 10 novembre 2018.
Pour la saison 2019, la franchise enregistre le départ de Nicolas Sanchez. Joaquín Díaz Bonilla passe titulaire et réalise une saison complète avec les Jaguares, disputant 15 matchs. Lors de cette saison, la franchise argentine atteint la finale. Ils s'inclineront finalement (19 - 3) face aux Crusaders, après que Joaquín Díaz Bonilla ait ouvert le score et inscrits les seuls points de son équipe lors de ce match. 
Il retrouve alors la sélection Argentine pour disputer deux rencontres du Rugby Championship 2019.

### Arrivée au Racing 92
En début de saison, le Racing 92 doit pallier une pénurie de joueur au poste de demi d'ouverture (Finn Russell et Ben Volavola participant à la coupe du monde et l'expérimenté François Trinh-Duc s'étant blessé au bras droit lors des matchs de préparation). 
Bien qu'ayant participé à un match de préparation pour la coupe du monde 2019, Joaquín Díaz Bonilla n'est pas retenu par Mario Ledesma, sélectionneur de l'Argentine, lui préférant Nicolas Sanchez et Benjamín Urdapilleta. Sous les conseils de Juan Imhoff, compatriote et ailier du Racing 92, il accepte la proposition du club de rejoindre la France le 30 août 2019, en tant que joker médical de François Trinh-Duc. Présent jusqu'à la reprise du Super Rugby avec les Jaguares, le contrat du joueur précise qu'il pourra réjoindre l'équipe d'Argentine en cas de blessure d'un demi d'ouverture lors de la coupe du monde.
Il dispute son 1re match avec le Racing 92 lors de la 3e journée de Top 14 face au stade toulousain le 8 septembre 2019, puis prendra part à toutes les matchs suivant (dont une titularisation lors de la 7e journée). Il est le remplaçant du jeune Antoine Gibert, seul demi d'ouverture disponible durant le début de saison.

## Palmarès

### En club
- Vainqueur du championnat de l'URBA en 2012, 2104, 2015 et 2017
- Vainqueur du championnat national des clubs en 2015 et 2016
- Finaliste du Super Rugby en 2019

### En équipe nationale

#### Rugby Championship
| Édition                 | Rang | Résultats Argentine | Résultats J. Díaz Bonilla | Matchs J. Díaz Bonilla |
| Rugby Championship 2019 | 4e   | 0 v, 0 n, 3 d       | 0 v, 0 n, 3 d             | 2/3                    |

Légende : v = victoire ; n = match nul ; d = défaite.

### En équipe nationale à sept

#### Seven series
| Saison    | Statistiques | Statistiques | Statistiques | Classement final | Tournois disputés | Vainqueur du tournoi | 2e place | 3e place |
| Saison    | M            | Ess          | Pts          | Classement final | Tournois disputés | Vainqueur du tournoi | 2e place | 3e place |
| --------- | ------------ | ------------ | ------------ | ---------------- | ----------------- | -------------------- | -------- | -------- |
| 2011-2012 | 24           | 3            | 35           | 7e               | 5/9               | 0                    | 0        | 0        |
| 2012-2013 | 27           | 6            | 46           | 10e              | 5/9               | 0                    | 0        | 0        |
| 2014-2015 | 11           | 1            | 19           | 8e               | 2/9               | 0                    | 0        | 0        |
| Total     | 62           | 10           | 100          | -                | 12                | 0                    | 0        | 0        |

## Statistiques

### En équipe nationale
- 4 sélections (1 fois titulaire)
- 7 points (2 transformations, 1 pénalité)
- Sélections par année : 1 en 2018, 3 en 2019
- Rugby Championship disputé : 2019